# Oniria
Oniria ("El 20e album de música psicotrónica de Michel Huygen") is het 20e album van Michel Huygen, nu onder de naam Neuronium.
Huygen heeft samen met zijn vaste hoesontwerper en kunstenaar Tómas C.Gilsanz een denkbeeldige planeet geschapen in een parallel universum, die haar gelijke niet kent. Het geestelijk landschap is van ongekende schoonheid; zonder onderscheid in geloof, taal en ras; een wereld zonder landen, aldus het boekwerkje bij het album. Oniria is een afgeleide van het Griekse Oneiros (dromen). Het is een wereld van liefhebben en lief gehad worden.

## Musici
- Michel Huygen – synthesizers , elektronica
- Santi Pico – gitaar op tracks Calida energia, El destino en Requiem para un terricola

## Muziek
| Nr. | Titel                            | Duur  |
| --- | -------------------------------- | ----- |
| 1.  | Joie de vivre (Huygen)           | 2:18  |
| 2.  | El peso de la amistad (Huygen)   | 6:03  |
| 3.  | Rumbo Fijo (Huygen)              | 2:38  |
| 4.  | Calida energia (Oniria) (Huygen) | 3:14  |
| 5.  | Curacion menta (Huygen)          | 7:06  |
| 6.  | La esfinge (Huygen)              | 11:31 |
| 7.  | Egipto (Huygen)                  | 4:12  |
| 8.  | El destino (Huygen)              | 6:06  |
| 9.  | Sentimiento ilimitado (Huygen)   | 5:13  |

| Nr. | Titel                              | Duur  |
| --- | ---------------------------------- | ----- |
| 1.  | Macrocosmos (Huygen)               | 4:15  |
| 2.  | Osmosis (Huygen)                   | 2:04  |
| 3.  | Desconexion Total (Huygen)         | 7:55  |
| 4.  | En Ninguna parte (Huygen)          | 3:26  |
| 5.  | Baile de ectoplasmas (Huygen)      | 4:55  |
| 6.  | Microcosmos (Huygen)               | 1:52  |
| 7.  | Algun Dia (Huygen)                 | 9:17  |
| 8.  | Requiem para un terricola (Huygen) | 18:24 |